# ثورة الطهي
ثورة الطهي هي حركة حدثت خلال أواخر الستينات والسبعينات، عندما بدأت القضايا الاجتماعية السياسية تؤثر تأثيرا عميقا على طريقة أكل الأميركيين. يعود الكثير من الفضل في ثورة الطهي إلى أليس ووترز، صاحب مطعم شي بانيسي في بيركلي، كاليفورنيا، لكن هناك خلاف على تلك النقطة. الوصفة المستخدمة مكونات طازجة، محلية، وموسمية في بانيسي شي، وغيره من أمثال مطاعم "المطبخ الأميركي الجديد [الإنجليزية]" غير طريقة تقديم الطعام لحد كبير في المطاعم والمنازل على حد السواء مما خلق مطبخ كاليفورني وحركة واسعة في المطبخ الأمريكي.